# Schmidbachtal - Oberes Bottwartal mit Seitentälern und umgebenden Gebietsteilen
Das Landschaftsschutzgebiet Schmidbachtal-Oberes Bottwartal mit Seitentälern und umgebenden Gebietsteilen ist ein bereits 1975 durch das Regierungspräsidium Stuttgart ausgewiesenes Landschaftsschutzgebiet. Mit Verordnung der Unteren Naturschutzbehörde beim Landratsamt Heilbronn vom 29. Juni 2007 wurde die Ausweisung erneuert.

## Lage und Beschreibung
Das 2150 Hektar große Gebiet liegt im Südosten des Landkreises Heilbronn und im Nordosten des Landkreises Ludwigsburg. Es gehört naturräumlich zu den Schwäbisch-Fränkische Waldbergen und zum Neckarbecken. Es handelt sich um ein Waldgebiet mit angrenzenden Obstwiesen- und Feldbereiche als Lebensraum zahlreicher Pflanzen und Tiere und bedeutender Naherholungsbereich umgeben von dichter Besiedlung.
Die Bottwar fließt durch das Gebiet und der Annasee liegt ebenfalls in dem Gebiet. Das Landschaftsschutzgebiet erstreckt sich auf Teile des FFH-Gebiets Löwensteiner und Heilbronner Berge.

## Schutzzweck
Schutzzweck ist gemäß Schutzgebietsverordnung
- die Erhaltung der landschaftlichen Vielfalt, Eigenart und Schönheit, insbesondere des Schmidbachtals, des Bottwartals sowie des Bruderbachtals,
- die Erhaltung des Charakters der vielgestaltigen Kulturlandschaft, welche sich insbesondere durch
  - naturnahe Wasserläufe des Schmidbachs, des Bruderbachs und der Bottwar sowie zahlreicher kleinerer Bäche und des Annasees
  - ausgedehnte Waldflächen
  - offene Talauen mit ausgeprägten Auwaldstreifen und Feuchtwiesen und
  - gut strukturierte Streuobstbestände entlang der Talhänge auszeichnet,
- die Erhaltung des besonderen Erholungswertes für die Allgemeinheit und der Schutz der Freiräume zwischen den Siedlungen vor Bebauung und Beeinträchtigungen durch Kleinbauten,
- die Beschränkung von Sonderkulturen (Christbaum- und Zierreisignutzung) auf weniger naturschutzrelevante Lebensräume,
- die Gewährleistung der Leistungsfähigkeit eines ausgewogenen Naturhaushalts,

insbesondere
- - die Erhaltung der heimischen Tierbestände (vor allem Vögel, Säugetiere, Reptilien, Amphibien und Insekten) und ihrer Lebensräume,
  - die Erhaltung der heimischen Pflanzenwelt in ihrer Vielfalt,
- die Erhaltung der unterschiedlichen, für das Schutzgebiet charakteristischen Biotoptypen, wie Wiesen, Streuobstwiesen, Talauenwiesen, Laubmischwälder und

die weitgehend naturnahen Fließgewässer mit ihren Zuflüssen und deren Gehölzstrukturen als Lebensstätten seltener und bedrohter Arten,
- der Schutz der Lebensräume und Arten nach der Richtlinie 92/43/EWG des Rates vom 21. Mai 1992 über die Erhaltung der natürlichen Lebensräume sowie der

wildlebenden Tiere und Pflanzen.